# Lavvargspindel
Lavvargspindel (Pardosa schenkeli) är en spindelart som beskrevs av Roger de Lessert 1904. Lavvargspindel ingår i släktet Pardosa och familjen vargspindlar. Arten är reproducerande i Sverige. Inga underarter finns listade i Catalogue of Life.